# Scomberomorus koreanus
Scomberomorus koreanus ist ein mariner Raubfisch aus der Familie der Makrelen und Thunfische. In der Roten Liste wird er als „nicht gefährdet“ aufgeführt. Für den Menschen ist er mehr als Sportfisch von Bedeutung, in der kommerziellen Fischerei ist er weniger wichtig.

## Beschreibung
Scomberomorus koreanus hat einen spindelförmigen Körper, der etwas gedrungener und hochrückiger als der vieler anderer Scomberomorus-Arten ist. Das Tier erreicht eine Maximallänge von 150 Zentimetern. Die ersten sieben der insgesamt 14 bis 17 Hartstrahlen der ersten Rückenflosse, sind recht lang, die verbleibenden sehr kurz. Die hohe zweite Rückenflosse besteht aus 20 bis 24 Weichstrahlen, darauf folgen sieben bis neun Flössel. Die der zweiten Rückenflosse gegenüberliegende Afterflosse hat ebenfalls 20 bis 24 Weichstrahlen und wird von sieben bis neun Flösseln gefolgt. Die Schwanzflosse ist groß und tief gespalten. Wie bei den anderen Scomberomorus-Arten auch sind die Bauchflossen sehr klein. Die Brustflossen setzen in etwa auf der Körpermitte an. Im Gegensatz zu den meisten anderen Arten der Gattung Scomberomorus verläuft die Seitenlinie bei Scomberomorus koreanus sehr regelmäßig. Eine Schwimmblase besitzt die Art nicht. Die flanken sind silbern, der Rücken blau. Entlang der Seitenlinie liegen dunkle Flecken.

## Verbreitung, Lebensraum und Biologie
Scomberomorus koreanus ist im West- und Indopazifik verbreitet. Sie bewohnt die Gewässer entlang des Kontinentalschelfs um Korea und Südjapan, China, Südostasien, Indonesien, die Philippinen, Indien, Sri Lanka und die Malediven. Insgesamt ist über die Biologie dieser Spezies nur wenig bekannt. Es ist ein Raubfisch, der sich vor allem von kleinen Schwarmfischen wie Sardellen ernährt.